# Syleus (Mythologie)

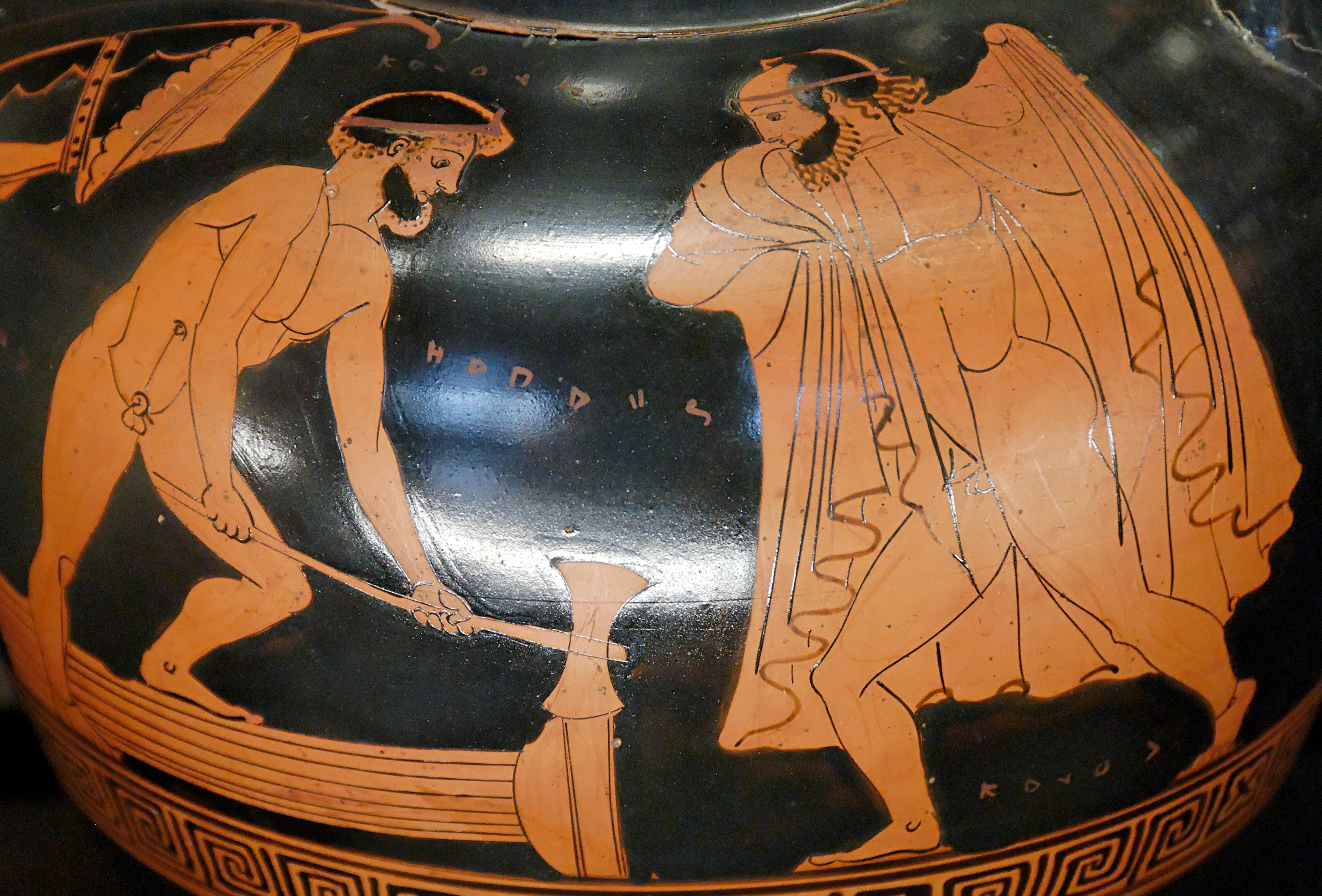
Herakles und Syleus auf einer antiken Vase
ca. 480-470 v. Chr.

Syleus (altgriechisch Συλεύς Syleús, auch Συλέως Syléōs) war ein Sohn des Poseidon und Tyrann in Aulis.
Alle Fremden, die sein Gebiet passierten, zwang er dazu, in seinen Weinbergen zu arbeiten, wonach er sie anschließend tötete. Erst Herakles machte dem Treiben ein Ende, als er dessen Weinpflanzen mitsamt dem Wurzelwerk ausgrub und Syleus sowie auch dessen Tochter Xenodoke erschlug.